# Karl Henry
Karl Levi Daniel Henry (født 26. november 1982 i Wolverhampton, England) er en engelsk fodboldspiller, der spiller som defensiv midtbanespiller hos Bolton Wanderers. Han har spillet for klubben siden 2017. Han har tidligere i en årrække repræsenteret Stoke City, Wolverhampton og Queens Park Rangers.